# Pararaeolaimus
Pararaeolaimus är ett släkte av rundmaskar. Pararaeolaimus ingår i familjen Axonolaimidae.
Kladogram enligt Catalogue of Life och Dyntaxa:
| Pararaeolaimus | \| \| Pararaeolaimus magaloamphidus \| \| \| \| \| \| Pararaeolaimus nudus \| \| \| \| |
|                | \| \| Pararaeolaimus magaloamphidus \| \| \| \| \| \| Pararaeolaimus nudus \| \| \| \| |
|                | Pararaeolaimus magaloamphidus                                                          |
|                |                                                                                        |
|                | Pararaeolaimus nudus                                                                   |
|                |                                                                                        |